# Maurizio Bormolini
Maurizio Bormolini, né le 24 février 1994, est un snowboardeur italien spécialisé dans les épreuves de slalom parallèle et de slalom géant parallèle.

## Palmarès

### Championnats du monde
- Championnats du monde 2025 à Engadine (Suisse) :
  -  Médaille d'or en slalom parallèle par équipes.

### Coupe du monde
- 1 gros globe de cristal :
  - Vainqueur du classement parallèle en 2025.
- 1 petit globe de cristal :
  - Vainqueur du classement slalom géant parallèle en 2025.
- 18 podiums en slalom parallèle dont 7 victoires.

#### Détails des victoires
| Épreuve / Édition | Slalom parallèle   | Slalom géant parallèle |
| ----------------- | ------------------ | ---------------------- |
| 2022-2023         | Bad Gastein Bansko |                        |
| 2023-2024         | Bad Gastein        | Carezza                |
| 2024-2025         | Mylin              | Scuol Rogla            |